# Puerto Coig
Puerto Coig, también llamado Puerto Coyle, era una localidad del departamento Güer Aike en la provincia de Santa Cruz en la Patagonia Argentina. Se encuentra en la desembocadura del río Coyle sobre la margen norte de la ría Coyle. Se encontraba en la ubicación 50°57′24″S 69°13′36″O / -50.95667, -69.22667.

## Toponimia
Puerto Coig debe su nombre al Capitán de Navío Antonio de Córdoba, quien denominó al lugar Bahía Coig, en recuerdo de uno de sus tripulantes, Alférez Claudio Coig Sansón. Los Aónikenk (o tehuelches), aborígenes que habitaban esta región, llamaban a este paradero Coyle que en su lengua significa Laguna con agua.

## Demografía
En el año 1889, el pueblo contaba con una dependencia policial, pero su poblamiento urbano se debió a la iniciativa de diversos pobladores de establecimientos ganaderos ubicados a ambas márgenes del río Coyle. Fue un asentamiento relativamente importante para su época, que contó con 96 y 250 habitantes según los censos de Territorios Nacionales realizados en los años 1912 y 1920, aunque para el año 1947 no fue posible obtener en forma definitiva la cantidad de habitantes que tenía.
El crecimiento se debió al impulso comercial que le era dado por el trazado inicial de la Ruta Nacional 3, que pasaba muy cerca del pueblo, la actividad ganadera de la zona y el movimiento marítimo. Con el cambio de la traza de la Ruta Nacional 3, que se alejó varios kilómetros hacia el interior, los embarques de lana se comenzaron a centralizar en las localidades de Río Gallegos o Puerto Santa Cruz, lo que generó el ocaso de al población, que quedó marginada también de la navegación. Ya en la década de 1960 el pueblo prácticamente dejó de existir. 

## Faro
Aproximadamente 4 km al norte del antiguo pueblo se encuentra el Faro Coig, un faro no habitado de la Armada Argentina, en la denominada Punta Norte de la ría Coig.